# Пиер Кофен
Пиер-Луи Паданг Кофен (на френски: Pierre-Louis Padang Coffin) е френски аниматор.
Роден е на 16 март 1967 година в семейството на френски дипломат и индонезийската писателка Н. Дини. Започва кариерата си в началото на 90-те години и получава световна известност като режисьор на „Аз, проклетникът“ (2010), „Аз, проклетникът 2“ (2013) и „Миньоните“ (2015), в които той е също така озвучава самите Миньони.